# Странадко Едуард Миколайович
Едуард Миколайович Странадко (28 вересня 1958) — український фотохудожник, голова Національної спілки фотохудожників України, Заслужений працівник культури України, член Національних спілок фотохудожників (з 1989) та журналістів України (з 1997).

## Біографія
Народився 28 вересня 1958 року у Джанкої (Україна).
Вивчав графічний дизайн та реклама. у Національній академії керівних кадрів культури і мистецтв. 
Вивчав аудіовізуальне мистецтво та виробництво у Київському університеті культури.

## Творчість
Автор понад 100 персональних виставок, учасник понад 200 виставок в Україні та за кордоном, куратор понад 300 мистецьких проектів.